# Sultan (film 2016)
Sultan è un film indiano del 2016 diretto da Ali Abbas Zafar.

## Riconoscimenti
- Stardust Awards 2016: 
  - Best Film
  - Best Actress
  - Best Playback Singer (Female)
  - Best Costume Design
- Filmfare Awards 2017:
  - Miglior cantante in playback femminile a Neha Bhasin
- Zee Cine Awards 2017: 
  - Best Actor (Viewer's Choice)
  - Best Actress (Viewer's Choice)
  - Best Playback Singer (Female)
  - Best Lyricist
  - Best Sound Design
- Jackie Chan Action Movie Awards 2017: 
  - Best Action Movie
- Tehran International Sports Film Festival 2018: 
  - Best Director
  - Best Actor
  - Best Actress